# Clubiona contaminata
Clubiona contaminata là một loài nhện trong họ Clubionidae.
Loài này thuộc chi Clubiona. Clubiona contaminata được Octavius Pickard-Cambridge miêu tả năm 1872.